# Dichaetomyia fumicosta
Dichaetomyia fumicosta är en tvåvingeart som beskrevs av Malloch 1929. Dichaetomyia fumicosta ingår i släktet Dichaetomyia och familjen husflugor.
Artens utbredningsområde är Samoa. Inga underarter finns listade i Catalogue of Life.